# 少鱗克奈魚
少鱗克奈魚為輻鰭魚綱鼠鱚目尼羅魚科克奈魚屬的其中一種，該物種分布於非洲尚比亞的Luongo河流域，體長可達4.8公分，棲息在底層水域。